# چارلز لوئیس جونیور
چارلز لوئیس جونیور (انگلیسی: Charles Lewis Jr.; ۲۳ ژوئن ۱۹۶۳ – ۱۱ مارس ۲۰۰۹) اهالی کسب‌وکار و کارآفرین اهل ایالات متحده آمریکا بود، که در سال ۱۹۹۷ شرکت تجهیزات ورزشی تاپ‌آوت را تأسیس کرد.